# Destruktion hos Martin Heidegger
 Der er for få eller ingen kildehenvisninger i denne artikel, hvilket er et problem. Du kan hjælpe ved at angive troværdige kilder til de påstande, som fremføres i artiklen.

Destruktion af metafysikken er hos Heidegger den opgave der må udføres førend værensspørgsmålet kan opstilles på en måde, så det er gennemsigtigt for sig selv. 
Traditionen har overleveret en række anskuelser og mere generelt et bestemt tankemønster, som skjuler det væsentlige spørgsmål om, hvad det vil sige at noget er, og i stedet gang på gang har svaret på spørgsmålet om hvad der er. 
Platons Det Godes Ide, Aristoteles' ubevægede bevæger og Descartes' Cogito er alle eksempler på bestemmelser af væren ud fra ét særligt værende, som alt andet værende så må forklares som afledning af. Derfor introducerer Heidegger den ontologiske differens som består i en skelnen mellem det ontologiske (det værendes væren qua væren) og det ontiske (Det som faktisk er) 
Destruktionen er ikke et negativt projekt, men har en positiv hensigt: At undersøge vores værensforståelses historie og oprindelse for at kortlægge grænserne for den, og finde tilbage til de oprindelige erfaringer. Heidegger når aldrig at færdiggøre den del af værket (i Sein und Zeit) der skal udgøre selve destruktionen, men der er dog utallige ansatser til og eksempler på destruktion også i den udgivne del. Tre væsentlige 'stationer' udvælges, nemlig Kant, Descartes og Aristoteles (/antik tænkning), og destruktionsprojektet præsenteres i §6 for så at udføres sidenhen.

## Eksterne kilder og henvisninger
1. ↑  Heidegger, Martin: Væren og Tid, Klim, Århus 2007

| filosofi | Spire Denne filosofiartikel er en spire som bør udbygges. Du er velkommen til at hjælpe Wikipedia ved at udvide den. |